# 和泉悠
和泉 悠（いずみ ゆう）は、日本の言語哲学者。南山大学准教授。

## 経歴
大阪大学文学部卒業。メリーランド大学カレッジ・パーク校Ph.D.。メリーランド大学、ジョージ・メイソン大学、宝塚大学、近畿大学各非常勤講師、日本学術振興会特別研究員PD を経て、2017年より南山大学人文学部人類文化学科准教授。

## 著作

### 単著
- 『名前と対象: 固有名と裸名詞の意味論』（勁草書房、2016年）
- 『悪い言語哲学入門』（筑摩書房〈ちくま新書〉、2022年）
- 『悪口ってなんだろう』（ちくまプリマー新書、2023年）